# Orde van Verdienste (Libanon)
De Libanese Orde van Verdienste (Frans: Ordre du Mérite Libanais) werd op 16 januari 1922 in het "Legislatief Decreet No.1080" ingesteld en is daarmee de oudste van de drie Libanese ridderorden. Oorspronkelijk was het de "Medaille van Verdienste van de Gouverneur van Groot-Libanon", een Franse bestuurder. In 1930 werd het de Orde van Verdienste zonder tot de Franse koloniale ridderorden te behoren.
De orde kreeg uiteindelijk zes graden wat overeenkomt met het internationaal protocol.
- Bijzondere Klasse sinds 1958
- Grootlint sinds 1927
- Eerste Klasse
- Tweede Klasse
- Derde Klasse
- Vierde Klasse

Men verdeelt de onderscheiding met een oog op de rang en de dienstjaren van de decorandus.
Men verleent de Bijzondere Klasse aan staatshoofden, het grootlint aan prinsen en premiers, de Ie Klasse aan kolonels en vlagofficieren met dertig dienstjaren, de IIe Klasse aan officieren met twintig dienstjaren, de IIIe Klasse aan officieren en onderofficieren met vijftien dienstjaren, de IVe Klasse aan onderofficieren en soldaten na veertien jaar actieve dienst.
Het kleinood of versiersel van de orde is een rood geëmailleerde gouden ster met vijf punten waarop gouden balletjes zijn gemonteerd. Op de ster staat een gekalligrafeerde gouden Arabische inscriptie.
Er is geen verhoging in de vorm van een krans of kroon.
De ster is Arabisch vormgegeven. Op de rode ster is een medaillon met een met een blauw lint samengebonden lauwerkrans gelegd. Op de vijf punten zijn gouden takken geschilderd. De rode ster licht op een zilveren ster. 
Het lint van de orde is groen-wit-groen. 

## Decorati
- Mohammed VI van Marokko, (Bijzondere Klasse)